# Раманаускас, Адольфас
Адольфас Раманаускас (лит. Adolfas Ramanauskas, также был известен как Ванагас (лит. Vanagas); 6 марта 1918 г. — 29 ноября 1957 г.) — активный участник антисоветского сопротивления в Литве. После отступления немецких войск примкнул к «Лесным братьям». С 1952 года жил по поддельным документам. Был предан и выдан советским спецслужбам, после ареста подвергался пыткам, затем был казнён. После восстановления независимости Литвы был посмертно награждён орденом Креста Витиса и повышен в звании до бригадного генерала. В 2018 году решением Сейма признан исполняющим обязанности президента Литовской Республики в 1954—1957 годах
В 2008—2012 годах его дочь Ауксуте Раманаускайте-Скокаускене была депутатом Сейма Литовской Республики.

## Биография
Родился в американском городе Нью-Бритен в семье этнического литовца. В 1921 году его семья переселилась в Литву, купила 6 гектаров земли возле городка Рудамина и стала вести хозяйство. В 1930 году Раманаускас окончил начальную школу, в 1937 — среднюю. После этого учился в педагогическом институте Клайпеды. В 1939 году, незадолго до того, как Раманаускас должен был окончить институт, Клайпедский край, на территории которого он был расположен, был аннексирован нацистской Германией, поэтому институт был эвакуирован в Паневежис. После этого Раманаускас поступил в Каунасское военное училище. По окончании ему было присвоено звание младшего лейтенанта запаса. Его выпуск стал последним перед присоединением Литвы к СССР в июне 1940 года.
Затем Раманаускас работал учителем в селении близ города Друскининкай. Не принимал участие в июньском восстании против СССР. Охранял государственное и частное имущество от мародёров в составе маленького отряда местных дружинников летом 1941 года. В период нацистской оккупации Раманаускас работал преподавателем в семинарии Алитуса.
После отступления немецких войск с территории Литвы Раманаускас в начале 1945 года примкнул к «Лесным братьям» — членам антисоветского сопротивления, ведшим вооружённую борьбу против СССР. Среди «братьев» Раманаускас был известен под позывным «Ванагас» («Ястреб»).

### В составе «Лесных братьев»
Вскоре после присоединения к «братьям» Раманаускас стал одним из их лидеров. Ему удалось объединить разрозненных партизан в хорошо организованное подразделение из 140 человек (позднее было реорганизовано в батальон). Порой «братьям» приходилось вступать в открытый бой с частями НКВД и истребительными батальонами. Два таких сражения произошли 14 и 23 июня 1945 года. В результате боёв, по разным данным, от 30 до 47 партизан были убиты, ещё от 6 до 14 взяты в плен. 1 июля 1945 года Раманаускас был повышен до командира бригады. В октябре 1945 года он женился на партизанке Бируте Мажейкайте (позывной Ванда), которая ранее училась в семинарии, где преподавал Раманаускас. 15 декабря 1945 года партизаны, возглавляемые Раманаускасом, предприняли дерзкую, но безуспешную атаку на город Меркине. Им удалось уничтожить советские архивы, но они не смогли освободить пленных и одолеть советские войска в местной церкви. Раманаускас пытался улучшить организованность партизан и централизованность их действий. В сентябре 1947 года он возглавил командование Дайнавы, в 1948 — регион Южной Литвы. Раманаускас писал, редактировал и публиковал многочисленные издания партизан, в том числе Mylėk Tėvynę (1946-47), Laisvės varpas (1947-49), «Свободное слово» (газета на русском языке для советских войск; 1947-49) и Miško brolis (1951-52).
В сентябре 1949 года Раманаускас принимал участие на встрече всех лидеров «братьев». По итогам встречи было решено создать единый орган руководства «братьями» — «Союз борцов за свободу Литвы». Раманаускас был избран в состав руководства «Союза», он занял пост первого заместителя руководителя «Союза» Йонаса Жямайтиса. Также Раманаускасу было присвоено звание майора. В 1949 году он был повышен до полковника и возглавил оборонительные силы «Союза». В 1952 году Жямайтис по состоянию здоровья был вынужден уйти с поста руководителя «Союза», и его возглавил Раманаускас. Впрочем, к тому времени движение «братьев» было в упадке. Организованное сопротивление было практически сломлено, «братья» боролись разрозненно. Вследствие этого Раманаускас объявил о прекращении вооружённой борьбы и переходе к тактике пассивного сопротивления.
Профессор истории Людас Труска приписывал Адольфасу Раманаускасу прозвучавший в 1952 году призыв к «лесным братьям» сложить оружие и выйти из лесов. Однако участвовавший в операции по задержанию Раманаускаса подполковник КГБ СССР Нахман Душанский утверждал, что этот призыв произнёс однофамилец Раманаускаса — католический епископ, который ранее арестовывался органами госбезопасности.
В дальнейшем Раманаускас жил по поддельным документам. Он написал мемуары из трёх частей, их прятали соратники Раманаускаса, и об их существовании стало широко известно лишь в 1991 году, когда они были изданы под заголовком «Daugel krito sūnų».
11 октября 1956 года Раманаускас был предан и задержан. После этого он был доставлен в тюрьму КГБ в Вильнюсе (сейчас там находится музей оккупаций и борьбы за свободу), там подвергся пыткам. 12 октября едва живой Раманаускас был доставлен в госпиталь, по словам врачей, у него были проколоты глаза, отсутствовали гениталии, на животе были следы избиения. 25 сентября 1957 года Раманаускас был приговорён к смертной казни. Казнён 29 ноября 1957 года. Его жена была приговорена к 8 годам лагерей (по словам Душанского, она получила пять лет тюрьмы за незаконное хранение оружия, а с дочери и тёщи были сняты обвинения).

### Судьба участников ареста Раманаускаса
В 2015 году литовский суд приговорил участника задержания Раманаускаса Станислава Дрелингаса к 5 годам «за геноцид литовских партизан» (реально по состоянию здоровья Дрелингас отсидел только 5 месяцев и 6 дней). 12 марта 2019 года Европейский суд по правам человека отклонил жалобу Дрелингаса, признав его осуждение не противоречащим Европейской конвенции о защите прав человека и основных свобод. Большая палата Европейского суда по правам человека отказалась пересматривать это решение.

### Память
- В 1994 году гимназия в Алитусе была названа в честь Адольфаса Раманаускаса-Ванагаса.
- В 1999 году центр боевой подготовки в Неменчине был назван в честь генерала Адольфаса Раманаускаса-Ванагаса.
- В 2008 году в Паневежисе был открыт памятник.
- В 2012 году памятник был открыт и освящён в Каунасе.
- В 2017 году власти Нью-Бритена объявили, что намерены возвести в городе монумент в честь столетия Раманаускаса[12].
- В 2019 году в Чикаго был возведён и открыт монумент Раманаускасу[14].
- В 2021 году в Каунасском военном музее имени Витовта Великого был открыт памятник.

Он назван в честь почётного гражданина города Алитуса и района Лаздияй.
В 2018 году в Антакальнисе было обнаружено захоронение, в котором содержались останки Раманаускаса. Это подтвердили антропологический анализ, исследование ДНК и сравнение фотографий. Было установлено, что смерть Раманаускаса наступила в результате выстрела в нижнюю челюсть, на нём был пояс с изображением дубовых листьев и железного волка с колюмнами, который он носил во время казни.